# VII. Károly francia király

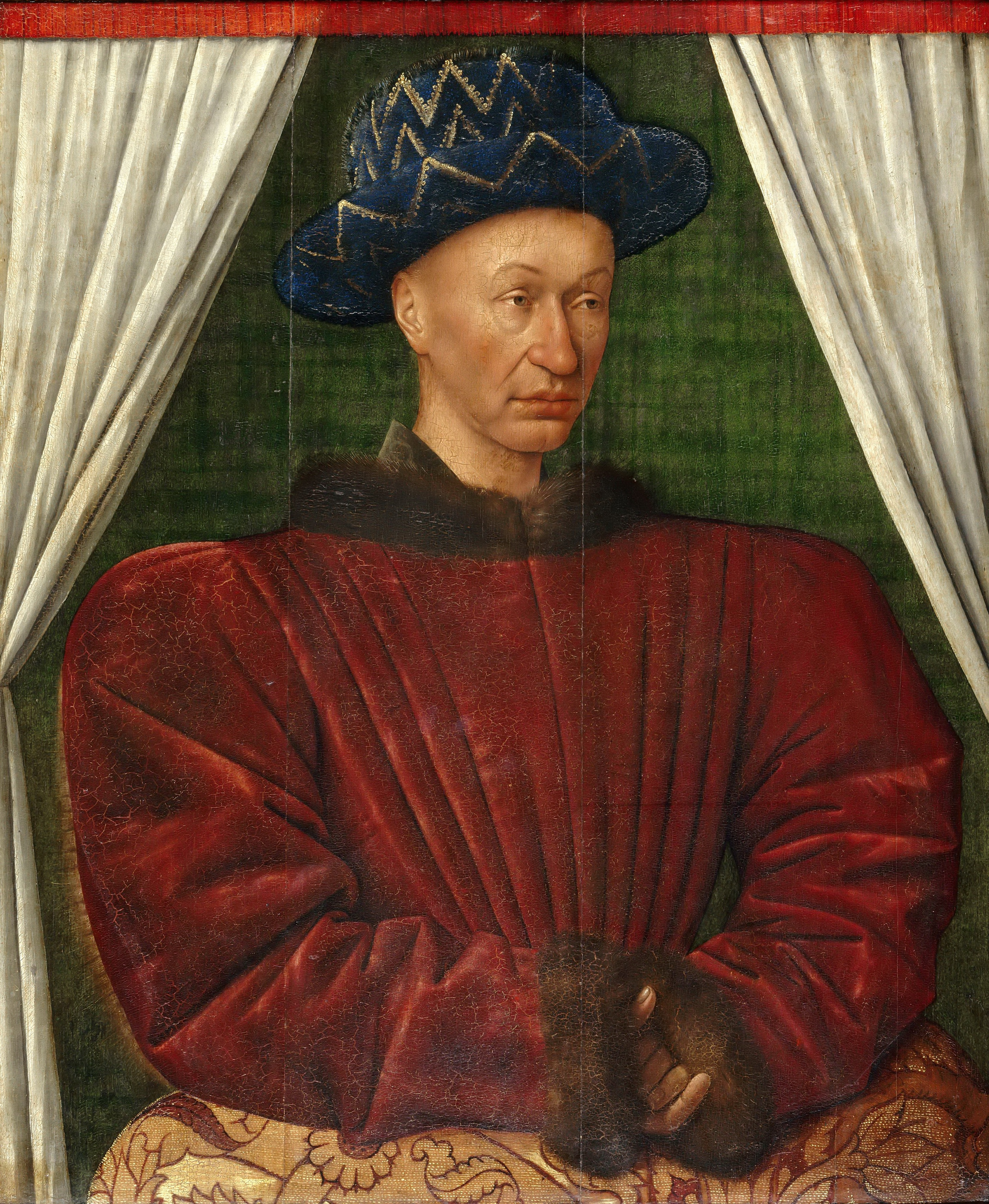
Jean Fouquet: VII. Károly portréja (15. század)

VII. (Győzedelmes) Károly, franciául Charles le Victorieux (Párizs, 1403. február 22. – Mehun-sur-Yèvre, 1461. július 22.) Franciaország királya (uralkodott 1422. október 21-től haláláig), VI. (Őrült) Károly és Bajor Izabella királyné fia, a Valois-ház ötödik királya volt.
1422-ben úgy került trónra, hogy apja korábban kizárta az öröklésből, és országa egyik részét az angol VI. Henrik nevében igazgatták, a Burgundi Hercegség pedig önálló, vele ellenséges politikát folytatott. Károlynak azonban – nem kis mértékben az uralkodása alatt fellépő Jeanne d’Arcnak köszönhetően – sikerült diadalmasan befejezni a százéves háborút. Ezekkel a harcokkal párhuzamosan saját trónörökösével és az önállósodó francia főurakkal is fel kellett vennie a küzdelmet, akiket csak fia tudott végleg letörni.

## Származása, ifjúsága
VI. Károly és az ingolstadti Wittelsbach-házból származó Izabella 1385-ben házasodott össze, és 1407-ig tizenkét gyermekük született, közülük Károly volt a tizenegyedik. A párnak előtte négy fia született, azonban mind gyermekként haltak meg. Károly Jean bátyjától örökölte a dauphini címet 1417-ben és vele együtt a touraine-i hercegséget. Atyjuk halálának évében már csak három nővére volt életben:
- Johanna (1391–1433), 1396-tól V. János későbbi bretagne-i herceg felesége;
- Mária (1393–1438), poissy-i apátnő;
- Katalin (1401–1437), 1420-tól V. Henrik angol király felesége, 1422-ben megözvegyülve 1429-ben Owen Tudor felesége lett. Egyik gyermekük, Edmund Tudor nőül vette a Lancaster-ház tagját, Beaufort Margitot, az ő fiuk lett 1485-től VII. Henrik néven Anglia királya. Őt fia, VIII. Henrik követte a trónon.

Károly nagyon fiatalon kapcsolódott be a politikába. Franciaországot 1407 óta az Armagnacok és burgundiak polgárháborúja pusztította: az előbbi párt az orléans-i, utóbbi a burgundi hercegi családhoz kapcsolódott, és küzdelmük tárgya az 1393 óta bipoláris zavarban szenvedő, épp ezért önálló uralkodásra képtelen VI. Károly feletti ellenőrzés volt. A belső zűrzavart használta ki V. Henrik angol király, hogy megtámadja az országot, mely éppen Armagnac-irányítás alatt állt. A párt vezérei közül I. Károly orléans-i és I. János bourboni herceg az azincourt-i vereségnél angol fogságba esett 1415-ben, ezért pártjuk felett VI. Bernard d’Armagnac vette át az irányítást. A gróf és hívei véres kegyetlenkedéseikkel elidegenítették maguktól a párizsi lakosságot, így az 1418 májusában megnyitotta a várost a burgundiaknak. A támadók nekiláttak az ellentábor kiirtásának, eközben a párizsi kereskedők elöljárója május 29-én kicsempészte a dauphint a városból.

## Az Armagnacok élén
Károly így lett tizenöt éves korában az Armagnac-párt feje. Bourges városában 1418 decemberében apja korábbi kormányzói kinevezésére hivatkozva régenssé kiáltotta ki magát, kettős kormányzatot létrehozva Franciaország területén. A fejleményeket látva az angol sereg 1417-től kezdve nekikezdett V. Henrik „jussa” módszeres megszállásának. Normandia 1419-ben került teljes egészében angol kézre Rouen bevételével. A vészes terjeszkedésre válaszul a rivális francia pártok közeledni kezdtek egymáshoz, és július 19-én Te Deummal ünnepelték kibékülésüket – szeptember 10-én azonban egy elmérgesedő vita során Károly egyik embere meggyilkolta Félelemnélküli János burgundi herceget. Utódja, Jó Fülöp bosszúból megköttette VI. Károllyal a troyes-i szerződést (1420. május 21.), melyben az uralkodó kitaszította fiát az örökségből, és Katalin nevű lányát feleségül vevő V. Henriket és utódait nevezte meg jogos örököséül.

## Uralkodása

### A bourges-i királyság
A dauphinnel szimpatizáló erők természetesen nem ismerték el a troyes-i szerződés érvényességét, mondván, hogy VI. Károly az őrületének hatása alatt fogadta el feltételeit, és folytatták a hadakozást a burgundi és angol erőkkel szemben. V. Henrik így 1421-ben kénytelen volt újabb hadjáratot indítani ellenük, melynek során 1422. augusztus 31-én meghalt a Vincennes-i erdőben, Párizs közelében. Fia, VI. Henrik ekkor alig tíz hónapos csecsemő volt, és helyette apai nagybátyja, Bedford hercege vette át a francia ügyek irányítását. A francia király, aki már harminc éve csak önmaga árnyékaként vegetált, 1422. október 21-én hunyt el. Utódául a troyes-i szerződésnek megfelelően a kis Henriket kiáltották ki, ám egyúttal a dauphin is királlyá nyilvánította magát Mehun-sur-Yèvre-ben. Koronázásra azonban nem kerülhetett sor, mert Reims városa angol ellenőrzés alatt állt.
A nyugtalan, gyanakvó természetű VII. Károly nem volt túlzottan határozott személyiség, így udvarában nem tudott úrrá lenni a pártküzdelmeken. Uralma alá az első időkben nagyjából Franciaország déli fele tartozott (Guyenne-t leszámítva), központi területei pedig a touraine-i hercegség és a Dauphiné, azaz a király személyes birtokai voltak. A koronázatlan király legszívesebben Bourges városában időzött, de az adóhivatalt Poitiers-ben állította fel, és a háború miatt gyakran volt kénytelen vándorolni. Folyton változó határú királyságához az Anjouk, Bourbonok, Orléans-ok hercegi és az Armagnacok és Foix-k grófi birtokai csatlakoztak – igaz, nem azonnal és egyöntetűen.
Sógorát, III. Lajos anjou herceget 1419 óta öröksége, a Nápolyi Királyság ügyei kötötték le, és tartományait igazgató anyja, Jolán aragóniai infánsnő csak 1427-ben állt végleg VII. Károly mellé, amikor az angol régens, Bedford hercege megpróbálta megkaparintani családja birtokait. Orléans-i Károly 1440-ig, János bourboni herceg pedig 1444-ig Londonban volt fogolyként. A napjait versírással tengető orléans-i herceg helyett törvénytelen féltestvére, a harcias Jean de Dunois állt Károly szolgálatára, a Bourbon-családot pedig az örökös, Clermont grófja, Károly és tehetséges anyja, Berryi Mária hercegné képviselte. Jean de Foix gróf eredetileg a burgundi tábor tagja volt, mivel régi családi ellenségeskedésben volt az Armagnacokkal, és a délnyugati városok martalócokkal szembeni védelmezőjeként tetszelgett. Amikor azonban a városok pártot váltottak, a gróf velük tartott – döntését VII. Károly languedoci, auvergne-i és guyenne-i kormányzói címmel honorálta.
A főúri családok közti vetélkedés a bourges-i udvarban sem csitult el, ki-ki a maga emberét próbálta a királyi tanácsba juttatni, hogy befolyásolja az uralkodót. A tanácsban mindazonáltal valóban tehetséges hivatalnokok is helyet kaptak, mint a burgundi mészárlások elől elmenekült Jean Juvénal des Ursins és Alain Chartier, az utánpótlás érdekében pedig Károly 1431-ben IV. Jenő pápával együttműködésben megalapította a poitiers-i egyetemet. Az udvar helyzetét a változékony anyagi viszonyok nehezítették: az adókat nehezen lehetett behajtani, a költségvetést pedig gyakran kezelték rosszul. Mindenesetre a király a mérsékeltebb, angolokkal szemben burgundiakhoz közeledni próbáló irányvonalat részesítette előnyben, de erőfeszítéseit sokáig nem koronázta siker.

### Jeanne d’Arc és az ellentámadás

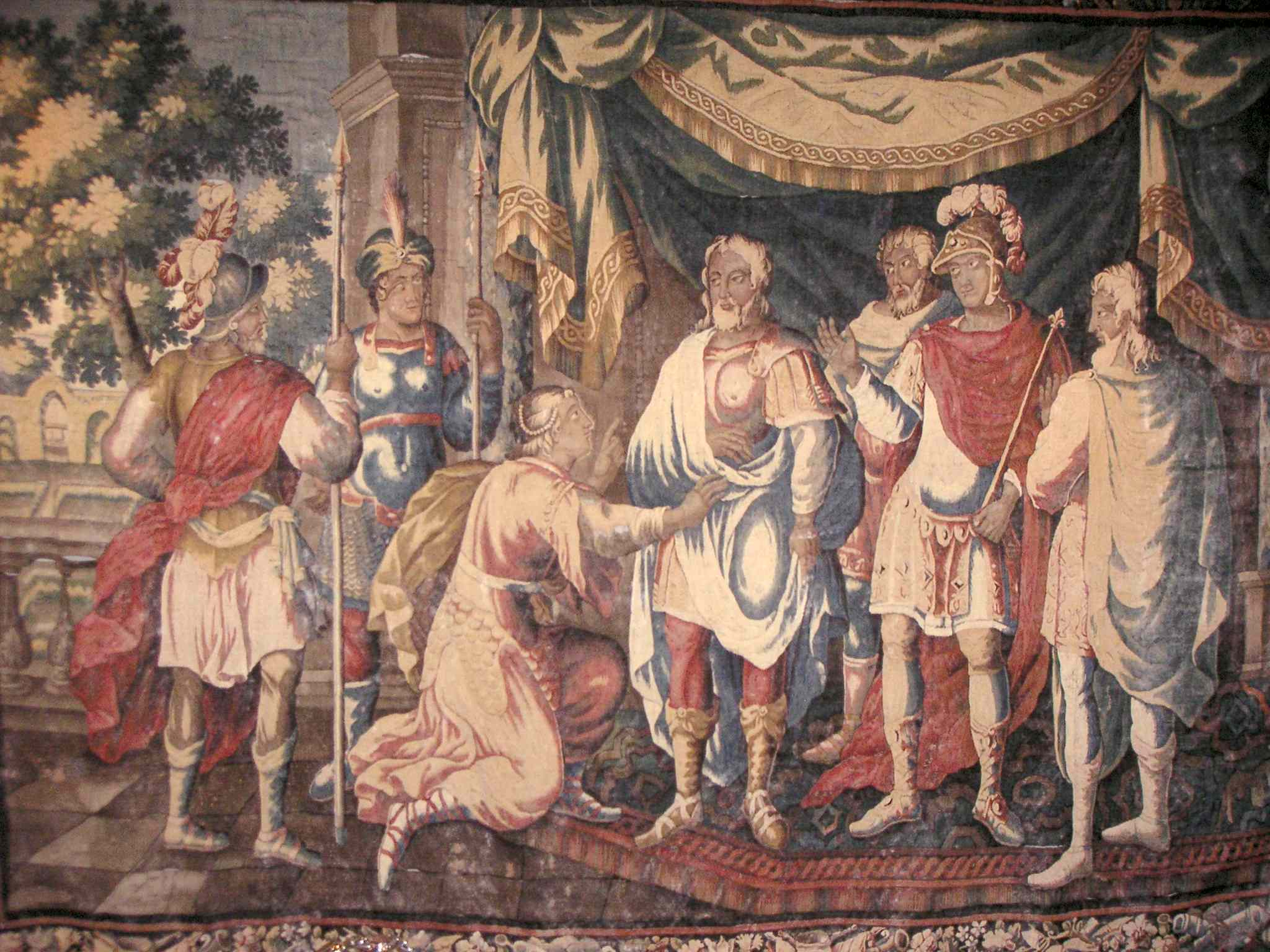
Jeanne d’Arc VII. Károly előtt. Faliszőnyeg a chinoni kastélyból

1422-től kezdve a háborúskodás kis, döntő eredményt nem hozó csatákra és rövid fegyverszünetekre korlátozódott, amin csak Jeanne d’Arc, egy elhivatott, tizenhat éves parasztlány fellépése változtatott. Jeanne 1429. február 23-án Chinonban találkozott Károllyal, akit igaz örökösnek nyilvánított Isten nevében. Miután klerikusaival megvizsgáltatta, és azok valóban isteni elhivatottságot tapasztaltak a leánynál, a bourges-i király négyezer embert adott mellé, hogy küldetését teljesítve felmentse Orléans-t. A várost Bedford csapatai már 1428 októbere óta ostromolták, hogy vele megszerezzék a Loire menti erődrendszer kulcsát. A Jeanne d’Arc és Jean de Dunois vezette francia erősítés azonban május 9-én visszaverte az angolokat, akiket több kisebb összecsapást követően június 18-án a patayi ütközetben tönkrevertek. A reimsi utat azonban burgundi felügyelet alatt álló városok – Troyes és Châlons – ellenőrizték, melyek elfoglalására VII. Károlynak nem volt elég ereje. Egy színlelt troyes-i támadás azonban mindkét város őrségét megadásra kényszerítette, és a dauphin serege élén bevonulhatott Reimsbe, ahol július 17-én királlyá kenték fel.
Az aktus nem csak legitimizálta Károly hatalmát, de megalázó csapás volt a területet ellenőrző burgundiakra is. Jeanne ezután Párizs felszabadítását javasolta a királynak, ám az hezitált, mivel nem álltak rendelkezésére sem az anyagiak, sem a kellő haderő a vállalkozáshoz. Jeanne végül kis csapattal próbálkozott a Saint-Honoré kapunál, de kudarcukat látva VII. Károly gyorsan visszahívta, és megtiltott minden további támadást, serege pedig feloszlott a Loire-nál. Az orléans-i szűz ekkor kis csapattal önálló harcba kezdett, melynek során 1430. május 23-án fogságba esett Compiègne-nél. Az angolok kiváltották a burgundiaktól, és átadták a szövetséges egyháziaknak, akik koncepciós perben démoni erőket szolgáló boszorkányként máglyára vetették 1431. május 30-án. A jelenség hatását azonban sem ez, sem a gyermek VI. Henrik párizsi koronázása (1431. december 16.) nem volt képes felszámolni. VII. Károly nem tett semmit Jeanne megmentéséért, de az angolok teljes kiűzését követően, 1456-ban újratárgyaltatta ügyét, és látványos külsőségek közepette rehabilitálták.

### Hadi és politikai sikerek
Az angol adókövetelésekbe belefáradt, Jeanne d’Arc sikerei által felvillanyozott francia lakosság a harmincas években mind gyakrabban lázadt fel az angolok ellen, akiktől VII. Károly mind több területet tudott visszaszerezni. Az angolok megrendülését látva a burgundi Jó János herceg sem zárkózott már el a közeledéstől: néhány nappal Bedford roueni halála után, 1435. szeptember 20-án az arrasi szerződésben elismerte VII. Károlyt királyának, aminek fejében az elítélte Félelemnélküli János meggyilkolását, ígéretet tett a bűnösök megbüntetésére, emlékművek emeltetésére és gyászmisék tartatására, továbbá átadta Auxerre és Mâcon grófságát a hercegnek. A franciák kilátásai jók voltak: Bedford hercegének elhunyta után a VI. Henrik helyett uralkodó régenstanácsot marakodás osztotta meg, így az angol sereg ellenállási képessége is jelentősen csökkent. 1436. április 13-án Párizs is megnyitotta kapuit Károly seregei előtt, aki személyesen november 16-án vonult be a visszaszerzett városba.
Párizs felszabadítását a főváros környékének megtisztítása követte: a további előretörést az ismét kitörő pestis és a korábban is sok gondot okozó, fosztogató, pusztító brigantik felbukkanása is gátolta. Az 1439-ben kezdődött, következő évre is áthúzódó béketárgyalások azonban kudarccal végződtek, ráadásul katonai reformjai miatt a francia királynak saját főuraival is meg kellett birkóznia.

### Főúri lázadások
A prágai huszita lázadásokról praguerie-nek nevezett konspirációt 1440-ben elégedetlen főnemesek indították II. János alençoni herceg, IV. Jean d’Armagnac gróf és I. Károly bourboni herceg vezetésével, akik úgy érezték, nem kapnak elég részt a hatalomból. Az összeesküvés közvetlen előzménye az 1439-es orléans-i rendi gyűlés volt, melynek delegáltjai az „embernyúzó” zsoldosok visszaélései ellen emeltek panaszt a királynál. VII. Károly válaszul katonai reformot rendelt el, melynek értelmében megtiltotta a zsoldosok alkalmazását alattvalóinak, súlyosan sértve a katonákat hatalmi céljaikra felhasználó főurak érdekeit. Az elégedetlenkedőkhöz később újabb főurak, így Richemont marsall személyes ellensége, Georges de La Trémoille és az addig hű Dunois is csatlakozott. 1440 februárjában a tizenhat esztendős Lajos dauphin is csatlakozott Alençon hercege rábeszélésére, mivel atyja nem volt hajlandó hercegségét átadni számára apanázs gyanánt.
A praguerie résztvevőinek az volt a terve, hogy Károlyt gyámság alá helyezik, a dauphint pedig régenssé teszik. VII. Károly azonban gyorsan reagált, amikor a lázadók fegyvert fogtak Poitouban: hű csapatai gyorsan Bourbonnais-ba szorították a lázadókat, akiknek a később ezért „Auvergne tizenhárom jó városa”-ként emlegetett városok (Aigueperse, Ambert, Auzon, Besse, Blesle, Brioude, Combronde, Ennezat, Issoire, Langeac, Maringues, Riom, Saint-Ilpize, Saint-Pourçain) sem nyitották meg kapuikat. A lázadók így július 24-én kénytelenek voltak megkötni a cusset-i szerződést. Károly bölcsen nem büntette meg nagy hűbéreseit, hanem újabb javadalmakkal csitította le őket, és Lajosnak is átadta Dauphinét saját igazgatásra.
A praguerie-hez hasonló sorsra jutott az 1442-es mozgalom is. Ennek hátterében az állt, hogy 1440-ben, huszonöt évnyi fogság után hazatérhetett Károly, Orléans hercege, immár a burgundi herceg közeli szövetségeseként – Jó Fülöp herceg jórészt maga fizette ki érte a hatalmas váltságdíjat, amit részben hozományként is szánt unokahúga, Marie de Clèves mellé. Károly hercegnek mindemellett természetesen tovatűnt hajdani befolyása, ezt nehezményezte is a nevers-i rendi gyűlésen 1442-ben. A király azonban ismét felszámolta a csírázó ellenállást.
1443-ban a dauphin maga indult a királynak még mindig ellenálló hajdani harcostársa, d’Armagnac gróf ellen, akit le is győzött, és Carcassonne börtönébe zárt. Bár később kegyelmet kapott, birtokait 1450-es haláláig az uralkodó emberei irányították. Fia, V. Jean d’Armagnac szintén engedetlen volt királyával, ráadásul édestestvérével folytatott vérfertőző viszonyt. VII. Károly ezúttal két sereget indított 1455-ben a déli grófság ellen, ami elől a gróf kénytelen volt elmenekülni, és bár a pápánál kegyelmet eszközölt magának, 1461-ig nem térhetett vissza Aragóniából.
Alençon hercege nem nyugodott bele a kudarcba, így – bár részt vett az angolok elleni háborúban – mindvégig, sőt a harcok befejezését követően is levelezett VI. Henrik kormányzatával, és 1455-ben Cotentin megszállására hívta a tengeren túli ellenfelet. Árulására azonban fény derült, és a pairek tanácsa 1458-ban halálra ítélte. Csak a királyi kegyelem mentette meg életét.

### Az angolok kiűzése
1441-ben elesett Pontoise, és VII. Károly erői immár Normandia és Guyenne területére is be-betörtek. Nagyobb hadjáratra azonban anyagiak híján egyelőre nem voltak képesek, és a tartományúri szervezkedések is nehezítették a folyamatot. Az angol hatalom azonban nem szilárdult meg, így VI. Henrik nevében 1444-ben megköttetett az öt évre szóló tours-i fegyverszünet, ahol a felek területi status quót fogadtak el. Az elkövetkező években a rendi gyűlések felhatalmazták az uralkodót az állandó adószedésre, amiből – nagyapja, V. Károly intézkedéseihez hasonlóan – állandó, képzett, szervezett hadsereget sikerült felállítani, amelyben a gyalogosok és az ekkortájttól ostromok mellett nyílt csatákban is használt tüzérség is komoly szerepet kapott. VI. Henrik uralma azonban végleg megrendült ezekben az években.
A fegyverszünet lejártát követően a bretagne-i Fougères egy angoloknak dolgozó zsoldosvezér általi, 1449. március 24-én történt elfoglalása volt az ürügy az új támadásra. Három francia sereg tört Normandiára három különböző irányból, és a városok sorra kapituláltak. Károly csapatainak előrehaladása olyan gyors volt, hogy a helyi angol parancsnok, Somerset hercege képtelen volt ellenállni. Rövidesen a tartomány központja, Rouen is kapitulált, és a francia király november 10-én diadalmenetben vonult a városba. Az angol ellentámadási kísérletet Richemont marsall ágyúi hiúsították meg 1450. április 15-én, és augusztusra Cherbourg visszavételével teljesen sikerült megtisztítani a tartományt VI. Henrik csapataitól.
Normandia után Guyenne-re került sor. Bordeaux 1451. június 30-án, Bayonne pedig augusztus 20-án kapitulált Dunois előtt, de mivel a vidék borexportja miatt erősen kötődött az angolokhoz, már szüretkor visszahívták a megszállókat John Talbot vezetésével. A francia visszavágás 1453-ban kezdődött: a július 17-én vívott castilloni csatában az angolok súlyos vereséget szenvedtek, Talbot maga is elesett. Bordeaux október 19-én ismét kapitulált, és ezzel a százéves háború véget ért. Az angolok számára hódításaik közül csak Calais és a közeli Guînes maradt meg, amivel a franciák a zavartalan gyapjúkereskedelmet kívánták biztosítani. A vereségek hírére VI. Henrik idegösszeomlást kapott, amiből több mint egy év múlva épült csak fel.
Kisebb-nagyobb tengeri portyákra, kalózakciókra ezután még többször sor került (például angol részről Ré, francia részről Sandwich és Wight szigete ellen) és mindkét fél partvidékén állandó volt a készültség, de Franciaország sokat szenvedett földjén már béke honolt. 1455-ben Angliában kitört a rózsák háborúja, ami hosszú időre kiiktatta az angolokat a veszélyforrások közül. Az utolsó komolyabb támadásra csak 1475-ben került sor, a régi követeléseket felelevenítő IV. Eduárd hadjárata azonban hamvába halt. Bár a felek fegyverszünetet kötöttek, a trónigényről még sokáig nem mondtak le Londonban.

### A „jól szolgált” király kormányzata
VII. Károly jelleme jelentősen megváltozott az angolok elleni sikeres harcok során: hajdani határozatlansága tovaszállt, a harctéren pedig egyenesen merésznek és hősiesnek mutatkozott. Korábbi befolyásolhatósága megmaradt ugyan, de a régi hatalmasságok közül csak a később Bretagne hercegévé váló Richemont marsall tudta megőrizni pozícióját. VII. Károly legfőbb kegyence ekkoriban Pierre de Brézé, egy anjoui nemes volt. A királyi tanácsban főleg középnemesek foglaltak helyet (a régiek mellett Guillaume Cousinot vagy a pénzügyek élére kerülő Jacques Cœur) néhány főrend (Dunois, Jean de Bueil, Jean d’Estouteville) társaságában. A tehetséges és hű adminisztrációnak köszönhetően a király a „jól szolgált” (bien servi) melléknevet is kiérdemelte az utókortól.
Úgy tűnik – mint kortársai, így Thomas Basin és des Ursins is feljegyezték –, hogy a király éretté válásában nagy szerepe volt szeretőinek, különösen Agnès Sorelnek, aki 1444-től 1450-es haláláig volt VII. Károly hivatalos szeretője. A kivételes tehetségű és páratlan gazdagságú bourges-i kereskedőt, Jacques Cœurt is Sorel pártfogolta. (A pártfogóját vesztett Cœurt, akinek nagy érdemei voltak Franciaország gazdaságának talpra állításában, 1451-ben hamis vádak alapján beperelték és bebörtönözték.) 1450-től Károly haláláig Antoinette de Maignelais, az elhunyt Agnès Sorel unokahúga lett a királyi szerető, de ő már sokkal kisebb befolyással volt férjére, mint elődje.
Az uralkodó az igazságszolgáltatás terén fontos változtatásokat hajtott végre. 1443-ban alapította meg a toulouse-i parlamentet, 1454-ben pedig Montils-lès-Tours-ban adott ki egy rendeletet, melyben parancsot adott országa minden szokásjogának összegyűjtésére, hogy azt a király felügyelete alatt ellenőrizzék és egységesítve kiadják. Ezáltal a mindenkori francia király a jog kizárólagos forrásává vált országában.

### Viszály a dauphinnel

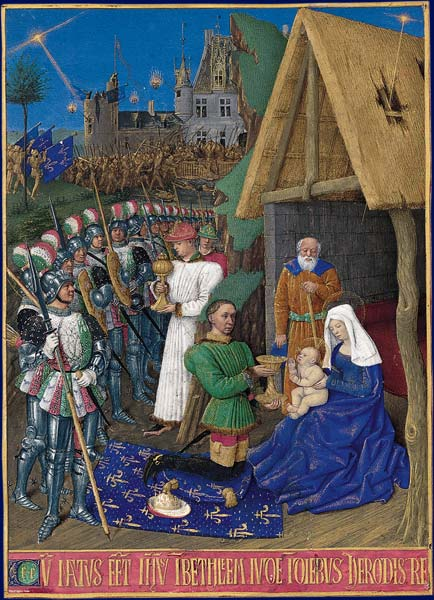
Jean Fouquet: A háromkirályok imádása. A művész a térdeplő uralkodót VII. Károlyról mintázta, a háttérben zajló csata pedig valószínűleg az 1453-as castilloni ütközetre utal. (Étienne Chevalier hóráskönyve)

Bár az 1440-es praguerie után megbékélt apjával, és az angolok elleni harcból is kivette részét, Lajos dauphin továbbra is sok gondot okozott a királynak. A szeretője, Agnès Sorel és kegyence, Pierre de Brézé elleni szervezkedése miatt 1447-ben elűzték az udvarból, és tartományában keresett menedéket. VII. Károly haddal indult utána, de fia kikönyörögte a békét. Haza azonban nem térhetett, és tovább folytatta rágalomhadjáratát apja ellen. Az egy idő után elunta magyarázkodását, és 1456-ban Antoine de Chabannes dammartini gróf vezetésével ismét sereget küldött fia ellen. A dauphin augusztus 30-án kénytelen volt elmenekülni, méghozzá Jó Philippe burgundi herceghez: először a Franche-Comtéba, majd Leuvenbe, végül Genappe-ba. A herceg szívélyesen fogadta és már 1456 októberében hűséget esküdött neki, ám nem bocsátkozott harcba az ország egésze felett rendelkező VII. Károllyal. A dauphin így apja öt évvel később bekövetkező haláláig kénytelen volt Philippe vendégszeretetét élvezni.

## VII. Károly halála
A Franciaországot visszahódító királyt 1458-tól kezdve gyógyulni nem akaró gyulladás kínozta a lábán, ami lázzal járt együtt. Az elkövetkező években állapota egyre romlott, fizikuma mind jobban legyengült. 1461 nyarára már halálán volt, és szenvedését csak növelte, hogy száján valamiféle tályog vagy daganat nőtt, ami megnehezítette számára a nyelést. Utolsó napjaiban a fájdalomtól és láztól eszét vesztette, és azt hivén, hogy körülötte mindenki a dauphin mellé állt, és meg akarják mérgezni, nem is volt hajlandó sem inni, sem enni. Így a források szerint 1461. július 22-én azért halt meg, mert halálra éheztette magát. A véget közeledni érezve utolsó éveiben többször hívatta a dauphint, hogy térjen vissza hozzá, de az sem halálos ágyához, sem Saint-Denis-i temetésére nem jött el.

## Házassága, utódai
Károly még dauphinként vette feleségül 1422. április 22-én a bourges-i Szent István katedrálisban a nála másfél évvel fiatalabb Anjou Máriát, II. Lajos címzetes nápolyi királynak és Anjou hercegének, valamint Jolán aragón infánsnőnek a gyermekét. Mária közmondásos csúnyasága mellett – a kortársak szerint ábrázata az angolokat is megrettentette volna[forrás?] – hű és szerető felesége volt Károlynak, akit két évvel élt túl, amely időt kolostorba vonulva töltött. A párnak számos gyermeke született házasságuk harminckilenc éve alatt:
1. XI. Lajos (1423–1483), 1461-től francia király;
2. Jean (1425);
3. Radegonde (1425–1445), Ferdinánd osztrák herceg jegyese;
4. Catherine (1428–1446), 1440-től Charles de Charolais, a későbbi Merész Károly burgundi herceg felesége;
5. Jacques (1432–1437)
6. Jolán (1434–1478), 1452-től a későbbi IX. Amadé savoyai herceg felesége, majd férjének 1472-es halála után a Savoyai Hercegség régense;
7. Jeanne (1435–1482), 1452-től a későbbi II. Jean bourboni herceg felesége;
8. Philippe (1436);
9. Marguerite (1437–1438);
10. Jeanne (1438–1446)
11. Marie (1438–1439)
12. Magdolna (1443–1495), 1453-ban V. László magyar király jegyese, 1462-től Foix Gaston vianai herceg, navarrai kormányzó felesége, akinek két gyermeket szült;
13. Charles de France (1446–1472), Normandia és Guyenne hercege.